# Son Ferriol
Son Ferriol és un poble i barri del terme municipal de Palma, a Mallorca.
Està situat a 6 km del centre de Palma, al districte de Llevant, entre Sa Creu Vermella i Son Banya. A l'extrem nord-est d'aquest poble, s'hi pot trobar el nucli de S'Hostalot.

## Història
L'agricultura i la ramadaria eren les fonts de riquesa més importants de la zona de Sant Jordi i s'Horta. En el mapa de 1785 del cardenal Despuig, apareixen esmentades les possessions de Son Ferriol, que ja es troba documentada l'any 1713.
L'ubanització de la zona la va iniciar, l'any 1898 Bartomeu Oliver amb l'adquisició d'una parcel·la, procedent de la possessió de Son Sant Joan, on va construir un cafè, botiga i barberia, una ferreria i una fusteria. Aquests establiments originaren el redol de cases al voltant de l'actual cafè de Can Tunis situat a la carretera de Manacor.
Son Ferriol, va néixer pròpiament l'any 1917, quan el prevere Bartomeu Font, va comprar aquesta possessió a Anna M. Bonafé n'aconseguí la urbanització amb l'actual estructura de carrers a partir de 1920. Els edificis públics com la primera Església (1929) i l'escola pública (1925) daten d'aquesta època.
Administrativament, son Ferriol limita amb els barris de la Casa Blanca, l'Aeroport, Son Banya, el Coll d'en Rabassa, Son Malferit, Estadi Balear i amb el terme de Marratxí. El barri també inclou s'Hostalot i sa Creu Vermella, nuclis propers a Son Ferriol.
L'any 2018 tenia 9.913 habitants.
| 1990 | 2005 |
| ---- | ---- |
| 3625 | 7789 |